# Kalidou Sow
Kalidou Sow (* 2. Dezember 1980 in L’Haÿ-les-Roses) ist ein professioneller französischer Pokerspieler. Er gewann 2017 das Main Event der PokerStars Championship.

## Persönliches
Sow stammt aus L’Haÿ-les-Roses und wuchs in einfachen Verhältnissen auf. Er spielte seit seinem fünften Lebensjahr Basketball, konnte jedoch aufgrund einer Verletzung keine Profikarriere einschlagen. Der Franzose ist Vater eines Sohnes.

## Pokerkarriere
Sow lernte Poker beim Spielen mit Freunden. Er begann mit Cash Games, konzentriert sich mittlerweile jedoch auf Live-Turniere. Von April 2019 bis Ende 2020 war der Franzose Teil des Team PokerStars.
Seine erste Geldplatzierung bei einem Live-Turnier erzielte er im März 2013 in Marrakesch. Mitte Dezember 2015 belegte Sow beim Main Event der France Poker Series in Enghien-les-Bains den dritten Platz für ein Preisgeld von 72.000 Euro. Im Juni 2016 gewann er das Deepstack Main Event der Barrière Poker Tour in Toulouse mit einer Siegprämie von 32.100 Euro. Anfang Dezember 2016 siegte der Franzose beim High Roller der Belgian Poker Challenge in Namur für rund 40.000 Euro. Ende Juli 2017 wurde er beim High-Roller-Event des PokerStars Festival in Lille Dritter und erhielt über 30.000 Euro. Mitte Dezember 2017 gewann Sow in Prag das Main Event der letzten Austragung der PokerStars Championship. Dafür setzte er sich gegen 854 andere Spieler durch und sicherte sich nach einem Deal im Heads-Up mit Jason Wheeler eine Siegprämie von 675.000 Euro. Ende Januar 2018 siegte der Franzose auch beim Main Event des PokerStars Festivals in London und erhielt für diesen Erfolg umgerechnet rund 170.000 US-Dollar sowie einen „Platinum Pass“ im Wert von 30.000 US-Dollar, der zur Teilnahme an der PokerStars Players Championship im Januar 2019 auf den Bahamas berechtigte. Anfang März 2018 setzte er sich beim High Roller der Winamax Poker Tour in Paris ebenfalls als Sieger durch und sicherte sich ein Preisgeld von 100.000 Euro. Im Jahr 2019 war Sow erstmals bei der Hauptturnierserie der World Series of Poker im Rio All-Suite Hotel and Casino am Las Vegas Strip erfolgreich und erreichte zweimal, u. a. im Main Event, die Geldränge.
Insgesamt hat sich Sow mit Poker bei Live-Turnieren knapp 2 Millionen US-Dollar erspielt.